# عبد الرحمان الثعالبي
عبد الرحمان الثعالبي مفسر وفقيه مالكي صوفي وفقيه ومتكلم على طريقة أهل السنة من الأشاعرة. ولد بالجزائر موطن آبائه وأجداده العرب الثعالبة، وهو أحد أعلام الأشاعرة المالكية في القرن التاسع الهجري.
وقد صار رمزا لمدينة الجزائر التي أضحت تعرف بمدينة سيدي عبد الرحمان.

## الميلاد
هو أبو زيد عبد الرحمان بن محمد بن مخلوف بن طلحة بن عامر بن نوفل بن عامر بن منصور بن محمد بن سباع بن مكي بن ثعلبة بن موسى بن سعيد بن مفضل بن عبد البر بن قيس بن هلال بن عامر بن حسان بن محمد بن جعفر بن أبي طالب
وُلِدَ عبد الرحمان الثعالبي سنة 786هـ (1384م) قرب وادي يسر وبجوار مدينة يسر الواقعة حاليا بولاية بومرداس شمال شرقي العاصمة الجزائرية، حيث تبعد عنها بمسافة 62,3 كلم، وهذه المدينة هي موطن آبائه وأجداده الثعالبة، يقال أبناء «ثعلب بن علي» من عرب المعقل الجعافرة.

## النشأة والتكوين
نشأ عبد الرحمان الثعالبي في بيئة علم ودين وصلاح في جبال الخشنة المطلة على وادي يسر ووادي الجمعة، استهل تعلمه على يدي علماء منطقة القبائل.
ثم انتقل وتكون في قصبة الجزائر ثم قصد المغرب الأقصى بصحبة والده محمد بن مخلوف فتعلم أصول الدين والفقه المالكي فأخذ عن العجيسي التلمساني المعروف بالحفيد.
وزار مدينة بجاية فمكث بها سنة ثم عاد إلى مسقط رأسه في يسر بعد وفاة والده ثم رجع لمدينة بجاية فنزل بها سنة 802هـ (1399م) ومكث فيها حوالي السبع سنوات، وتعلم فيها داخل مسجد عين البربر وكذلك جامع بجاية الأعظم في قصبة بجاية مع زملائه يحيى العيدلي وسيدي بوسحاقي مع آخرين. وكان تتلمذه على أئمة مقتدى بهم في العلم والدين والورع، أصحاب الفقيه الزاهد الورع عبد الرحمن الوغليسي، وأصحاب الشيخ أبي العباس أحمد بن إدريس كالشيخ الإمام الحافظ أبي الحسن علي بن عثمان المنجلاتي، والشيخ الولي الفقيه المحقّق أبي الربيع سليمان بن الحسن، وأبي الحسن علي بن محمد البليليتي، وعلي بن موسى، والإمام العلامة أبي العباس النقاوسي، فحضر مجالسهم.
ثم انتقل إلى تونس سنة 809هـ (1406م) فتعلم على تلاميذ ابن عرفة كالشيخ أبي مهدي عيسى الغبريني، والشيخ الجامع بين علمي المنقول والمعقول أبي عبد الله الأبي، وأبي القاسم البرزلي، وأبي يوسف يعقوب الزغبي، وغيرهم.
ثم ارتحل إلى مصر سنة 814هـ (1412م)، فسمع صحيح البخاري واختصار إحياء علوم الدين بها على البلالي، وحضر مجلس شيخ المالكية بها أبي عبد اللَّه البساطي، وحضر كثيرًا عند شيخ المحدثين بها ولي الدين العراقي الذي أجازه بعدما أخذ عنه علم الحديث مع علوم ومعارف أخرى، كما أخذ عن غيرهما من العلماء.
ثم رجع إلى تونس سنة 817هـ (1415م) فإذا في موضع الغبريني الشيخ أبو عبد اللَّه القلشاني خلفه فيه عند موته فلازمه، وأخذ صحيح البخاري إلا يسيرًا عن البرزلي، ولم يكن بتونس يومئذ من يفوت الثعالبي في علم الحديث إذا تكلم أنصت العلماء وقبلوا ما يرويه، تواضعًا منهم وإنصافًا واعترافًا لحقه، وكان بعض فضلاء المغاربة يقول له لما قدم من مصر: كُنْتَ آيَةٌ فِي عِلْمِ الْحَدِيثِ، وحضر أيضًا مجلس الشيخ الأبي وأجازه. ثم قدم تونس الشيخ ابن مرزوق عام 819هـ (1417م) فأقام بها نحو سنة فأخذ الثعالبي عنه كثيرًا وسمع عليه موطأ الإمام مالك بقراءة الفقيه أبي حفص عمر القلشاني ابن الشيخ أبي عبد اللَّه مع علوم أخرى، وأجازه وأذن له هو والأبي في الإقراء، وأخذ عن غيرهم من الأئمة كالشيخ المحدث عبد الواحد الغرياني وحافظ المغرب أبي القاسم العبدوسي وابن قرشية.
ثم ارتحل إلى الأناضول أين زار مدينة بورصة التي لقي فيها استقبالا عظيما، فأقيمت له زاوية صوفية هناك وحبست عليه، وماتزال تلك الزاوية وقفا حبسا على الثعالبي إلى اليوم.
ثم قصد الحجاز فأدى فريضة الحج، واختلف إلى مجالس العلم هناك، ثم قفل راجعا إلى مصر ليواصل دراسته فيها، ومنها إلى تونس، فوافى بها ابن مرزوق الحفيد التلمساني، فلازمه وأخذ عنه الكثير.
ثم عاد بعد هذه الرحلة الطويلة في طلب العلم والمعرفة إلى قصبة الجزائر، فاهتم بالتأليف وصار يلقي دروسه بأكبر مساجد الجزائر آنذاك وهو الجامع الكبير.
تولى القضاء زمنا قصيرا، ثم تركه لينقطع إلى الزهد والعبادة، كما قام بالخطابة على منبر الجامع الكبير بالجزائر، ويروى أن من بقايا آثاره المتبرك بها إلى اليوم بهذا المسجد (مقبض عصا خطيب صلاة الجمعة).

## تلاميذه
تخرج على يدي الإمام الثعالبي كثير من العلماء، من بينهم:
1. أحمد بن عبد الله الزواوي[18]
2. محمد بن عبد الله التنسي
3. ابن زكري التلمساني[19]
4. محمد بن يوسف السنوسي[20][21]
5. أحمد زروق
6. محمد المغيلي التلمساني
7. محمد بن مرزوق الكفيف
8. عبد الباسط الملطي[22]
9. علي بن محمد التالوتي[23]
10. عبد الرحمان بن علي بن عبد الله الغبريني البجائي.[24][25]
11. أبو إبراهيم إسماعيل بن إبراهيم بن عبدُ الجليل السنجاسني.[13]
12. عبد الجليل بن محمد بن عثمان الزروالي الراشدي.[26]
13. علي بن عيسى بن سلامة بن عيسى البسكريّ، نشأ في مدينة بسكرة وتتلمذ على يد ابن مرزوق الحفيد ثم الثعالبي[27]
14. عليّ بن عيّاد بن أبي بكر البكريّ، ولد بمدينة فاس سنة 830هـ (1426م) أين حفظ الرسالة الفقهية وتعلم الفقه المالكي قبل أن ينتقل إلى قصبة الجزائر ليتتلمذ عند الثعالبي.[28]
15. يعقوب بن عبد الرحمن بن يعقوب بن عبد الرحمن بن محمّد المغربيّ الفاسيّ المالكيّ، يعرف بابن المعلّم اليشفرى: ولد بفاس سنة 824هـ (1422م) أين درس الفقه المالكي قبل أن يتتلمذ في قصبة الجزائر على الثعالبي الذي أخذ منه علم الحديث.[27][29]

## آثاره العلمية

كتاب حقائق التوحيد عبارة عن رسالة صغيرة في علم التوحيد (علم الكلام وأصول الدين).

كان معروفا عن عبد الرحمان الثعالبي أنه عالم زمانه في القطر المغربي في علم التفسير والذي تميز فيه باتباع «منهج مميز» جمع بين «النقل والعقل»، وكذا علم العقيدة (علم الكلام وأصول الدين) والفقه والتصوف، وغيرها من العلوم الدينية الأخرى، وهو أحد أعلام القرن التاسع الهجري، ذلك أن الإنتاج الفكري للثعالبي انتشر في مختلف مكتبات العالم العربي والغربي.

### مؤلفاته

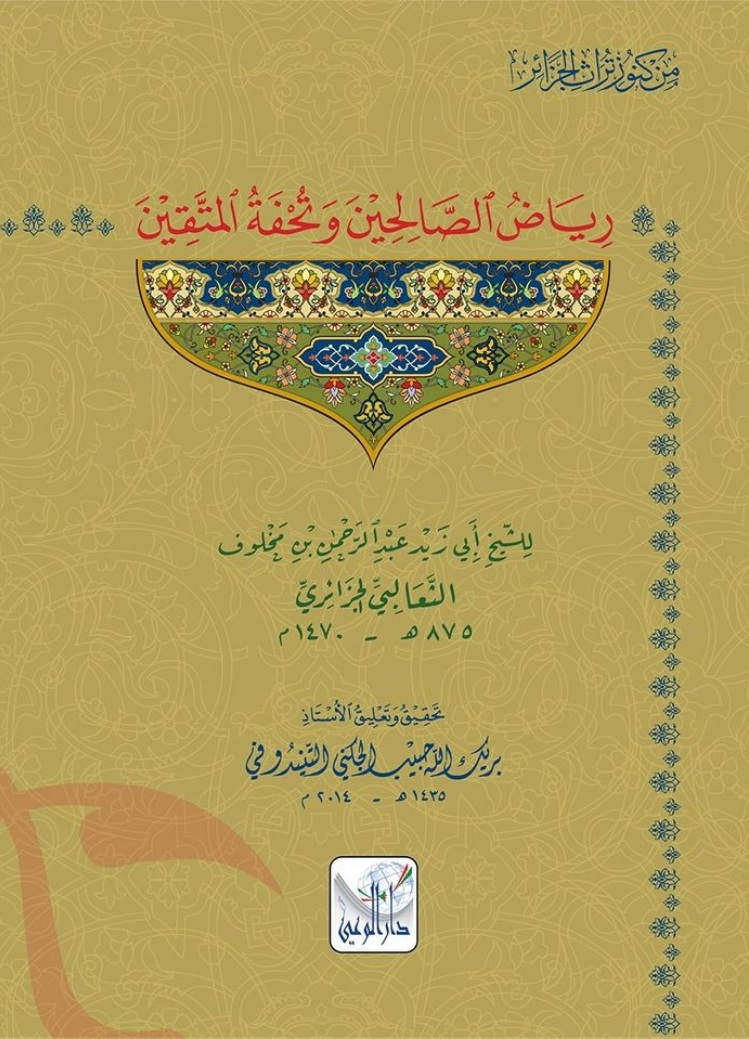
رياض الصالحين وتحفة المتقين

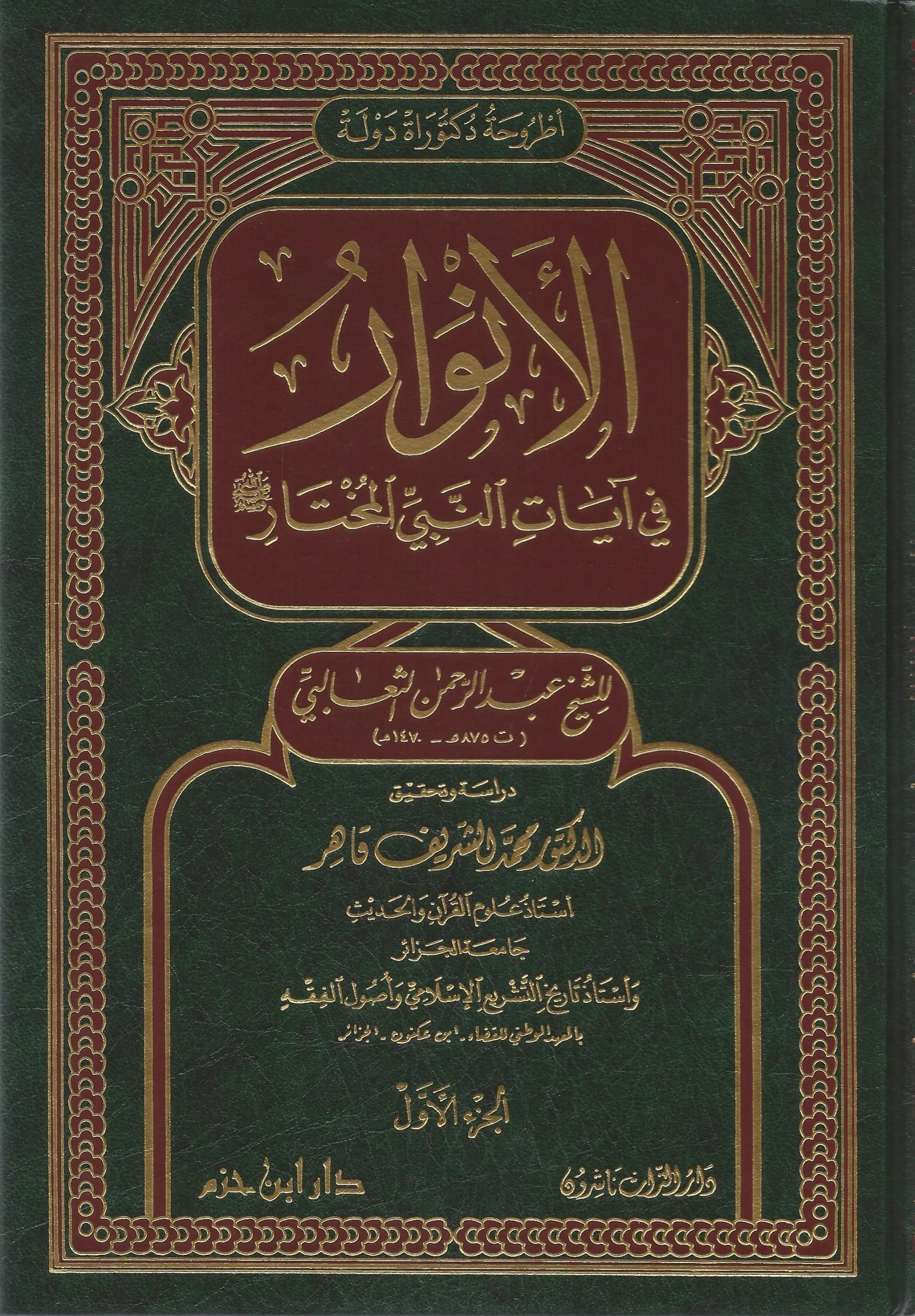
الأنوار في آيات النبي المختار

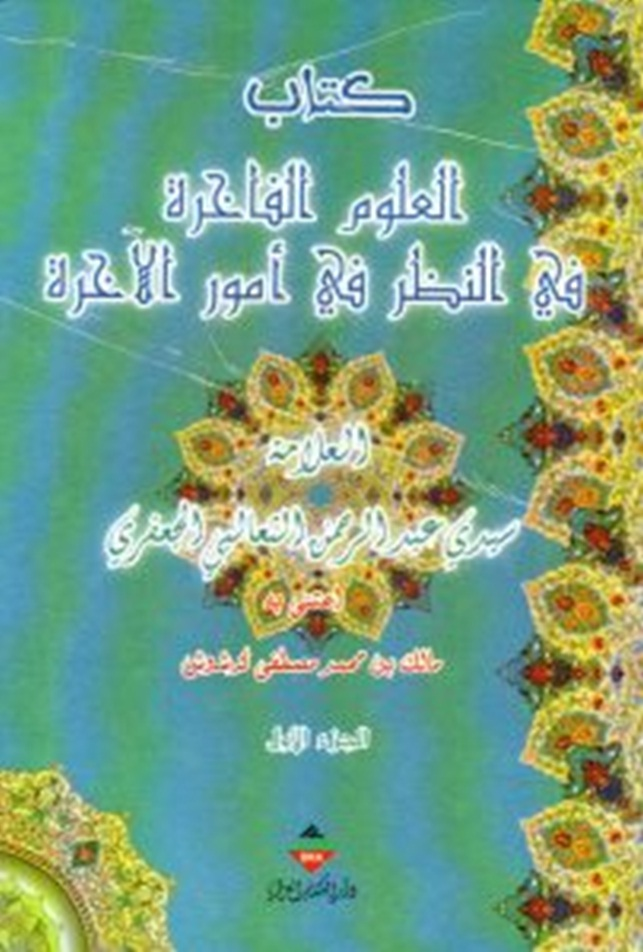
العلوم الفاخرة في النظر في أمور الآخرة

عكف على التدريس والتأليف، وكانت معظم مصنفاته في علوم الشريعة، وقد ترك في هذا الحقل ما يزيد على تسعين مؤلفا في التفسير والحديث والتصوف والفقه واللغة والتاريخ والتراجم وغيرها، من أهمها:
1. تفسيره الجواهر الحسان في تفسير القرآن، في أربعة أجزاء.[31]
2. حقائق التوحيد، في جزء واحد، يُعنى بعلم التوحيد.[32]
3. الذهب الإبريز في تفسير وإعراب بعض آي الكتاب العزيز، يعنى بعلم التفسير مع علم إعراب القرآن.[33]
4. رياض الصالحين وتحفة المتقين، ضمّن كتابه هذا جملة من أحاديث النبي محمد في فضل الذكر وأحوال الآخرة وغيرها من أعمال الصالحين المنجية من عذاب جهنم.[34] ويحتوي على مقدمة في التذكير بالموت والقبر ويصف الإمام كتابه بأنه: «كتاب جامع الفنون من العلوم وفوائد جمة لمن يريد حرث الآخرة».[35]
5. الأنوار في آيات النبي المختار، في ثلاثة مجلدات، يُعنى بعلم التصوف.
6. الأنوار المضيئة الجامعة بين الحقيقة والشريعة، في مجلد واحد، يُعنى بالتربية الروحية وعلم التصوف.
7. الدر الفائق المشتمل على أنواع الخيرات في الأذكار والدعوات، في مجلد واحد، يُعنى بعلم التصوف.
8. الإرشاد لما فيه من مصالح العباد، في مجلد واحد، يُعنى بعلم التصوف وعلم الحديث.
9. العلوم الفاخرة في النظر في أمور الآخرة، في مجلد واحد، يُعنى بعلم التصوف.
10. المختار من الجوامع في محاذاة الدرر اللوامع في أصل مقرأ الإمام نافع.[36]
11. روضة الأنوار ونزهة الأخيار، يُعنى بالفقه المالكي.
12. جامع الهمم في أخبار الأمم، في جزءين، يُعنى بعلم التاريخ.
13. حقيقة الذكر.
14. جامع الأمهات في أحكام العبادات، في جزء، يُعنى بالفقه المالكي.
15. الأربعين حديثا في الوعظ.
16. جامع الأمهات للمسائل المهمات، مخطوط بالمكتبة الوطنية بالجزائر، وهو في الفقه.
17. الذهب الإبريز في غريب القرآن العزيز.
18. إرشاد السالك، في جزء، يُعنى بالتصوف.
19. النصائح.
20. المعجم المختصر في غريب القرآن.
21. غنيمة الوافد وبغية الطالب الماجد.
22. التقاط الدرر.
23. رياض الأنس في علم الدقائق وسير أهل الحقائق، في جزء، يُعنى بالتصوف.
24. جامع الخيرات المصنف بقرب الممات.
25. نور الأنوار ومصباح الظلام.
26. الجامع الكبير.[37]
27. كتاب الإرشاد.
28. كتاب النصائح وجامع الفوائد.
29. تحفة الإخوان في إعراب بعض آي من القرآن.
30. شرح على مختصر خليل بن اسحاق.
31. شرح على مختصر ابن الحاجب الفرعي.
32. الدرر اللوامع في قراءة نافع.
33. قطب العارفين ومقامات الأبرار والأصفياء والصديقين.
34. نفائس المرجان في قصص القرآن.
35. كتاب الرؤى والمنامات.
36. وله مخطوطات أخرى في التوحيد واللغة والتصوف والفقه.

### تفسير الجواهر الحسان في تفسير القرآن

تفسير الثعالبي المسمى بـ (الجواهر الحسان في تفسير القرآن).

لقد تأثر الثعالبي في تفسيره بمصادر مشرقية، كما تأثر بمصادر مغربية وأندلسية، فجاء تفسيره مزيجا بين الفكر المشرقي والفكر المغربي، حيث ضمنه المهم مما اشتمل عليه تفسير ابن عطية، وزاده فوائد من غيره من كتب الأئمة، حسبما رآه أو رواه عن الأثبات، وذلك قريب من مائة تأليف، وما منها تأليف إلا وهو منسوب لإمام مشهور بالدين، ومعدود في المحققين.
بلغت المخطوطات التراثية للشيخ الثعالبي ما يفوق 200 مخطوطة.

### من أقواله
يقول الثعالبي في كتابه الجامع الذي ذيل به شرحه لمختصر ابن الحاجب الفرعي ما نصه وينبغي لمن ألف أن يعرف بزمانه وبمن لقيه من أشياخه فيكون من يقف على تأليفه على بصيرة من أمره ويسلم من الجهل به وقد قل الاعتناء بهذا المعنى في هذا الزمان وكم من فاضل انتشرت عنه فضائل جُهل حاله بعد موته لعدم الاعتناء بهذا الشأن
وقال عنه الشيخ أبو زرعة العراقي: «الشيخ الصالح الأفضل الكامل المحرر المحصل الرحال أبو زيد عبد الرحمان بن محمد بن مخلوف الثعالبي»
ووصفه العلامة عيسى بن سلامة البسكري: «بالشيخ الصالح الزاهد العالم العارف أبو زيد عبد الرحمان الثعالبي»، وقال عنه تلميذه الشيخ أحمد بن زروق: «كانت الديانة أغلب عليه من علمه».

## أولاده

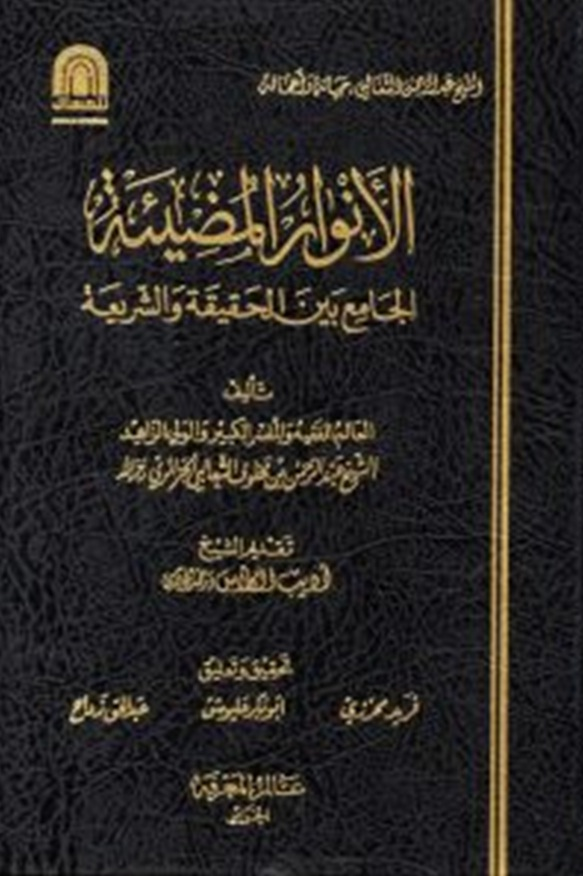
الأنوار المضيئة الجامعة بين الحقيقة والشريعة

تزوج الإمام الثعالبي قبل ذهابه إلى تونس مع امرأة اسمها «مريم»، كما ورد في مخطوط «أنباء أبناء الزمان» للشيخ علي بن الحاج موسى.
وكانت «مريم» الأم الوحيدة لثمانية (8) أولاد، وقَابِلَتُهُمْ جميعا عند ولادتهم اسمها «تلاتيماش» من منطقة القبائل، أربعة ذكور وأربع إناث، هم:
الذكور:
1. محمد الصغير: الذي توفي سنة 846هـ (1442م) بوباء الطاعون.[13][40]
2. محمد الكبير: الذي كان على قيد الحياة يوم وفاة أبيه سنة 875هـ (1469م)، بدليل أن أبا العباس أحمد بن عبد الله الزواوي قد أشار إليه وصرح باسمه في مرثيته لأبيه، إذ يقول:[19][41]

1. محمد: الملقب «ابن الصالحين»، الذي توفي سنة 851هـ (1447م).[13]
2. يحي: الملقب «أبو زيد»، الذي به كان يكنى الشيخ الثعالبي تكنية رسمية.[19]

الإناث:
1. فاطمة: الملقبة «لالة زينب»، تُوفيت ودُفنت مع زوجها الإمام المغيلي في الصحراء الجزائرية قرب قرية «أولاد سعيد» التابعة لتيميمون في منطقة توات، ويحمل ضريحها إلى يومنا اسم «ضريح بنت سيدي عبد الرحمن».[42]
2. رقية: التي توفيت سنة 841هـ (1437م).[13]
3. عائشة: التي توفيت كذلك في قصبة الجزائر سنة 851هـ (1447م) ودفنت في مقبرة سيدي عبد الرحمان الثعالبي المسماة «مقبرة الطلبة».[19]
4. محجوبة: التي توفيت سنة 841هـ (1437م).[13]

انقطع نسل الشيخ عبد الرحمن الثعالبي من صلبه، ولم يترك أبناؤه أولادا ما عدا أبا عبد الله محمد الكبير الذي ترك بنتا واحدة اسمها «كَلَّة»، كما أورد ذلك الباحث «محمد بن ميمون الجزائري» في كتابه «التحفة المرضية في الدولة البكداشية في بلاد الجزائر المحمية».

## وفاته
توفي الإمام الثعالبي في ضحى يوم الجمعة 23 رمضان 875هـ، منتصف شهر مارس 1471م، ودفن في مقبرة سيدي عبد الرحمان الثعالبي المجاورة لزاوية سيدي عبد الرحمن الثعالبي في قصبة الجزائر حيث ضريحه قرب مسجد سيدي عبد الرحمان بها إلى اليوم.

## رثاؤه

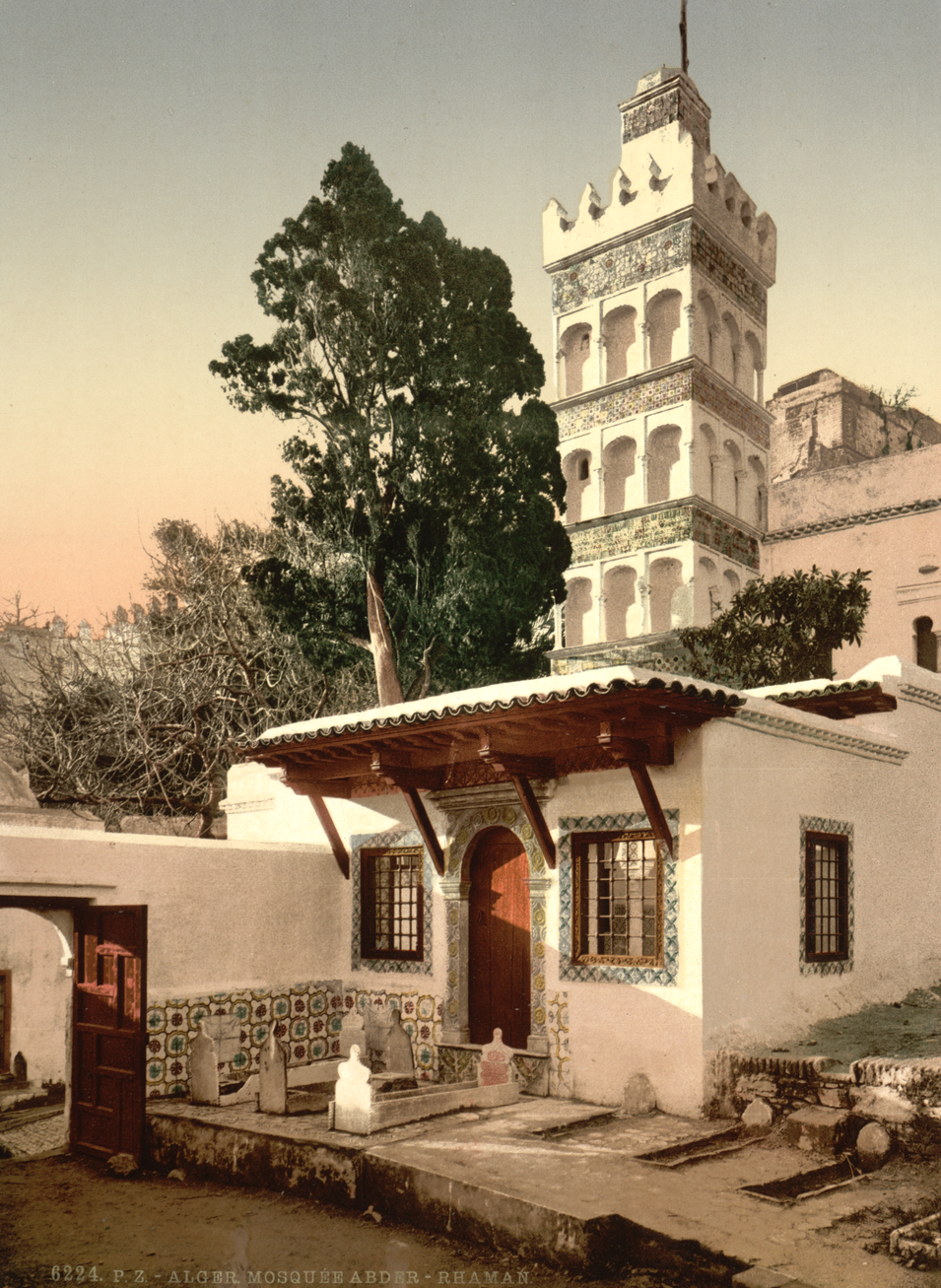
مسجد سيدي عبد الرحمان بالجزائر العاصمة والذي يحوي ضريح عبد الرحمان الثعالبي.

قام كثير من العلماء من معاصري الإمام الثعالبي برثائه بعد وفاته، ومنهم تلميذه أحمد بن عبد الله الزواوي الذي ألف قصيدة أبياتها:

## مقالات ذات صلة
- المرجعية الدينية الجزائرية
- الحزب الراتب
- سيدي بوسحاقي
- يحيى العيدلي
- سيدي أمحمد بوقبرين
- سيدي إبراهيم السلامي
- مقبرة سيدي عبد الرحمان الثعالبي
- زاوية سيدي عبد الرحمان الثعالبي
- مسجد سيدي عبد الرحمان الثعالبي
- قائمة مساجد الجزائر
- الزوايا في الجزائر

## وصلات خارجية
- الحسان في تفسير القرآن المشهور بـ «تفسير الثعالبي»/i499&p1 الجواهر الحسان في تفسير القرآن

### فيديوهات
- "افتتاح كتاب (الإرشاد): للشيخ العلامة سيدي عبد الرحمان الثعالبي (الدرس الأول)": الشيخ إلياس آيت سي العربي في مارس 2017م على يوتيوب
- "التفسير عند سيدي عبد الرحمان الثعالبي": الدكتور الطاهر أبو القاسم برايك في فيفري 2019م على يوتيوب